# BBC 팔리아먼트

BBC 팔리아먼트(BBC Parliament)는 영국 방송 협회 (BBC)의 텔레비전 채널이다. 영국 의회의 하원과 상원, 원내특별위원회 생중계와 녹화중계를 내보낸다. 영국의회 뿐만 아니라 스코틀랜드 의회, 런던 의회, 북아일랜드 의회, 웨일스 의회도 방송범주에 들어간다. 또한 유럽 의회 소식과 영국내 주요 정당들의 연간 회의, 노동조합회의 등도 방송한다.
BBC 팔리아먼트의 시청률은 시청시간 3분 이상 시청률이 일주일 평균 1.2%에 달했다. 이들 시청자들은 일주일 총 시청시간이 2시간을 웃도는 것으로 조사됐다. 2016년 10월 14일에는 지난 2009년에 한차례 바꾸었던 아이덴트를 새로운 것으로 리뉴얼하였다.

## 역사

2008년-2021년

원래는 '국회방송' (Parliamentary Channel)이라 해서 유나이티드 아티스트 케이블이 운영하고 영국 유선방송 기업 컨소시엄에서 재원을 받던 별도의 채널이었다. 국회방송은 1992년 1월 13일 유선방송 전용 채널로 출범하였으며, 1998년 BBC 측이 인수하여 BBC 팔리아먼트로 이름을 바꾼 뒤 1998년 9월 23일 재개국했다. 지금은 유선방송, 위성방송, 프리뷰에서 모두 시청이 가능하다. 또 2000년 11월 14일까지는 디지털 오디오 방송으로 청취서비스를 제공하였다.
하지만 방송 초창기에는 디지털 지상파 텔레비전 방송체계의 수용범위가 제한적이었던 탓에 2002년 10월 30일까지는 '음성 전용' 채널로만 운영되었다. 이후 디지털TV 채널인 프리뷰로 옮기면서부터는 전체 화면 중 4분의 1만 차지하여 내보내는 식으로 운영되었다. 그러나 "시청자들로부터 황당하다, 이게 뭐냐는 비난의 이메일과 편지가 수천 통씩 들어온" 데다 국회의원들마저 관련 질의를 해오는 바람에, BBC는 결국 풀스크린 채널을 구현하기 위한 대역폭을 설정해 2006년 11월 13일부로 서비스를 개시하였다.
2008년까지만 하더라도 BBC 팔리아먼트는 웨스트민스터에 자리한 ITV 밀뱅크 스튜디오의 방송설비들을 빌려 써야 했기에, BBC 시설을 활용하지 않는 거의 유일한 BBC 채널이었다. 하지만 이 때에도 프로그램 제작, 편집과 취재는 엄연히 BBC에서 진행하였다.
2012년 하계 올림픽 당시에는 BBC Three의 24시간 방송체제 구축을 위해, 디지털방송 전환이 진행된 지역을 중심으로 프리뷰 방송을 잠시 중단하였다. 2008년 하계 올림픽 당시에도 똑같이 방송을 일시중단하는 대신, 프리뷰 시청자를 대상으로 BBC 레드 버튼 옵션을 추가로 제공하였다. 2013년 12월 10일부터는 BBC Three, BBC Four, BBC 뉴스, CBBC, Cbeebies가 HD 방송을 개시하면서, BBC 팔리아먼트는 (BBC 레드 버튼을 빼면) HD로 방송되지 않는 유일한 채널이 되었다. 2016년 9월 5일에는 BBC Two에서 심야 방송시간대에 BBC 팔리아먼트를 방송하기 시작하였다. 그러나 얼마 지나지 않아 중계를 중단하였다..
BBC 팔리아먼트가 현재 사용중인 아이덴티티는 2016년 10월 10일 월요일부터 적용된 것으로, 빅벤의 시계에서 영감을 얻은 음악과 아이덴트를 새로이 하였으며, 색상과 이미지는 국기, 영국의 네 지방의회, 유럽의회에서 따왔다. 그 이전 아이덴트 역시 빅벤 시계에서 모티브를 얻은 것으로 2009년부터 7년여간 사용되었다. 보다 이전 것은 지난 2002년에 처음 도입되었다.

## 프로그램 편성

### 정기 편성
하원에서 회의가 열린다면 BBC 팔리아먼트에서는 회의장 내 생중계 방송을 도중에 끊지 않고 연속으로 방송한다. 같은 시간에 상원에서 열리는 회의는 녹화해두었다가 같은날 늦은오후와 그다음날 아침까지 완전히 편성한다. 상원 회의 생중계는 그날 하원 회의가 확실히 없을 때에만 방송한다. BBC 팔리아먼트는 주말에 웨스트민스터 홀의 하원 제2회의장에서 소집되는 회의도 녹화방송으로 완전히 내보내며, 하원 내 특별위원회의 각 질의응답도 방송하게 된다. 하원과 상원 모두 휴회하지만 지방의회가 열린다면 BBC 팔리아먼트에서는 해당 회의를 내보내며, 국회가 소집되면 지방의회의 방송분은 매 주말마다 주요 토론을 하이라이트로 보여주는 식으로 내보낸다.
따라서 BBC 팔리아먼트의 방송 편성은 생방송이든 녹화방송이든 영국 국민들의 생활에 영향을 미치는 입법부와 정치기관의 본회의, 준회의 (웨스트민스터 홀), 위원회회의를 직접 방송하는 것이 주안점이라 볼 수 있다. 이밖에도 BBC 팔리아먼트는 여타 국내용 채널과 국제용 채널에서 받아온 여러 가지 녹화 프로그램을 받아 내보내기도 한다.
- BOOKtalk - 신간 정치서적에 대해 저자들이 직접 나서 진행하는 면대면 토론. 마크 다시 (Mark D'Arcy)가 진행을 맡으며, 여름특집으로 'beach books'도 편성한다.
- Briefings - 주말 저녁 방송의 일환으로 편성되는 프로그램. 주요 언론브리핑과 지난주 정치인들의 회담을 진행하는 녹화방송이다.
- Daily Politics - 국회가 열리는 동안 BBC Two에서 매 평일마다 편성하는 정치프로그램. 앤드류 닐과 조 코번이 진행한다. 영국의 모든 방송사를 통틀아 가장 늦은 시간대에 진행되는 정치 뉴스 프로로, BBC 팔리아먼트에서는 매일밤과 자정에 재방영된다. BBC One에 방영된 <Sunday Politics>도 방송 당일 자정에 재방영된다.
- Dragon's Eye (BBC 웨일스 제작) - 애드리안 마스터스와 룬 압 로루어스가 진행하며 웨일스의 정치소식을 종합해 전달한다.
- Eòrpa (BBC 게일 제작) - 유럽의 정치와 사회 관련 현안들을 다루며 스코틀랜드 게일어로 진행, 영어 자막을 내보낸다.
- Hearts and Minds (BBC 노던아일랜드 제작) - 북아일랜드 정치 관련 최신이슈들을 다루는 주간 프로그램.
- Lords Questions - 상원의 최신 질의응답 녹화방송.
- Mayor's Question Time - 런던 의회에서 한달마다 런던 시장을 두고 진행하는 질의응답 녹화방송.
- Politics Europe - 주로 금요일에 한달마다 진행하는 유럽의 최신 정치뉴스 프로그램. 유럽연합과 유럽 각국 사정을 동시에 분석한다. 데일리 폴리틱스와 정확히 같은 포맷으로 제작되며 앤드류 닐이나 조 코번이 진행자로 나선다. BBC 월드 뉴스에서도 틀어준다.
- Prime Minister's Questions - 하원에서 진행되는 총리 질의응답 녹화방송. 가끔씩 하원 생방송의 일부로 해설이나 편집 없이 내보내는 경우도 있다.
- Question Time (BBC One 재방송) - 주요정당 출신 정치인 3명 이상과 그밖에 유명인사를 초청해 방청객의 질문에 답하도록 하는 주제토론 프로그램. 매주 일요일 오후 6시에 방송된다.
- Scottish First Minister's Questions - 스코틀랜드 의회에서 스코틀랜드 제1장관을 두고 진행하는 질의응답 녹화방송. 스코틀랜드의 제1장관 질의응답은 항상 토요일 저녁 11시 30분에 방송되며 일주일에 걸쳐 재방송된다.
- Sunday Politics Scotland (BBC 스코틀랜드 제작) - 스코틀랜드판 <The Sunday Politics>. 이자벨 프레이저가 진행하며 BBC One 스코틀랜드에서 방송된다.
- Ten Minute Rule Bill - 10분 규칙에 기반해 특정 주제에 관한 법안을 발의해 의회의 승인을 받으려는 뒷자리 의원 (초선의원)들을 다루는 녹화방송.
- The Day in Parliament - 오후 11시에 방송되는 야간 프로그램. 그 시간대까지 회의가 진행된다면 끝난 직후에 방송되기도 한다. 영국 국회, 지방의회 등 그날의 헤드라인을 다룬다. <레코드> 코너는 키스 맥더걸, 앨리시아 매카시 / 크리스티나 쿠퍼가 진행한다.
- The Week in Parliament - 일주일에 한번씩 영국 의회의 주요 이슈에 대해 분석하고 토론하는 30분짜리 프로그램. 국회 임기가 끝나면 그간 회기를 되돌아보는 특집이, 연말에는 그 해 정치권을 되돌아보는 특집이 제작된다. 주간프로에서는 키스 맥더걸이나 앨리시아 매카시가 번갈아가며 진행을 맡고, 특집에서는 두 사람이 공동으로 진행한다.
- This Week - BBC One의 프로그램을 다시 틀어주는 것으로 앤드류 닐이 진행한다. 각계 인사를 게스트로 초청해 대담을 진행하면서 영국과 국제 정치의 일면들을 재치있게 풀어낸다. 매주 금요일 오후 10시 15분에 재방송된다.
- The World Debate - 원래는 BBC 월드 뉴스에 편성된 프로그램으로, 영국에는 방영되지 않는 화를 선택해 단독으로 내보낸다.
- Washington Journal - 한주간의 미국 정치권을 되돌아보는 프로그램이다. 시청자 통화연결 토론도 진행된다.
- Welsh First Minister's Questions - 웨일스 의회에서 진행되는 웨일스 장관의 최신 질의응답을 녹화해 내보내는 프로그램이다. 매주 화요일 오후 11시 30분에 방송되며 한주간 재방송된다.

이밖에도 BBC 팔리아먼트는 주요 정당의 연례 총회, 소수 정당의 연례 총회, 영국 성공회 총회 등도 방송하는데 주요정당 총회만 풀버전으로 내보낸다. 또 영국 청소년 의회의 하원 연례회의 생중계와 영국 청소년 위원회의 청소년 특별위원회에서 진행되는 구두증언 회의 등도 편성하며, 연례 상원 행사까지 방송한다.

#### 선거방송
영국에서 총선이 치러지면 BBC 본 선거방송 뿐만 아니라 스코틀랜드, 웨일스, 북아일랜드의 각 지역국마다 선거방송을 편성해 내보내는데, BBC 팔리아먼트는 이 중에서 하나를 골라 전국에 방송하게 된다. 2005년 총선부터 2017년 총선까지는 BBC 스코틀랜드의 선거방송을 방송하였다. 총선이 끝나고 며칠 뒤에는 BBC 웨일스와 BBC 북아일랜드의 선거방송을 재방송한다.
총선 뿐만 아니라 지역 선거방송도 편성하는 경우가 있다. 2011년 스코틀랜드 총선이나 스코틀랜드 독립투표 당시 BBC 스코틀랜드의 선거방송을 내보냈고, 2011년 3월 웨일스 주민투표 당시 BBC 웨일스의 선거방송을 동시 송출하기도 하였다.

#### 자체 프로그램 편성
BBC 팔리아먼트는 타 채널의 프로그램 재방송 외에도 자체 프로그램을 방송하기도 한다. 일반적인 프로그램으로 편성되기도 하지만, 프로그램 사이에 빈 시간대가 생길 경우에 편성되는 경우도 있다. 특히 회의장 중계가 예정됐던 시간보다 일찍 끝났을 때 편성되는 경우가 많다. 자체 프로그램 역시 다양한 정치권 소식을 다루며, 그 종류는 다음과 같다.
- A to Z of Westminster - BBC 팔리아먼트의 연구진들이 진행하는 연속 프로그램으로, 의회 의전 중에서 대중에게 친숙한 것들을 골라 상세히 소개하는 프로그램이다.
- Britain's Best Buildings - 2004년에 제작된 BBC 다큐멘터리로, 그 중에서 웨스트민스터 궁전을 다룬 편을 편집해 그 특징에 대해서 짧게 조명하는 프로그램이다.
- Election File - 영국의 옛 총선 결과를 요약해 보여주는 프로그램으로 그 당시 실제 선거방송을 짤막하게 보여준다. 최근에는 거의 방송되지 않고 있다.
- In House - 2011년 《A-Z of Westminster》를 대신해 제작된 프로그램이다. 이전 프로그램과 비슷한 구성을 띄지만 의회의 특이한 절차들을 골라 소개하는 것에 초점을 맞추고 있다.
- Laying Down the Law - 의회에 상정된 법안이 하나의 법이 될 때까지의 절차를 소개하는 단독 프로그램.
- MP Too! - 18~19세기에 활동했던 국회의원 중에서, 의정 활동보다 국회 밖에서 했던 일로 유명해진 사람을 되돌아보는 단편 연속 프로그램.
- Village Idioms - 오늘날 국회에서 쓰이는 속어나 표현의 근원을 찾아 소개하는 프로그램.
- Laws and Ladies - 상원의원 출연단과 함께 그날의 정치 이슈를 논하는 화제 토크쇼.

### 옛 선거방송
BBC 팔리아먼트는 2002년부터 역대 총선의 선거방송 자료를 정기적으로 내보내고 있다. 영국 최초의 텔레비전 선거방송이었던 1955년 총선의 선거방송부터 가장 최근의 2017년 총선 선거방송까지 그 폭이 광범위하다. 총선 뿐만 아니라 1975년 유럽경제공동체 가입 국민투표나 2016년 유럽연합 탈퇴 국민투표 방송자료도 내보낸다.
초창기에는 별다른 기준 없이 비정기적으로 편성되었지만, 최근 들어서는 각 선거가 치러진 지 몇십 주년을 맞이한 날에 편성하는 경우가 많다. 이에 대해 BBC 팔리아먼트의 편집국장은 일종의 가치부여를 하는 것이라면서도, 일반적인 국회일정을 중계하는 것을 넘어 더 많은 시청자에게 다가가는 데 기여하고 있다고 평했다.
아래는 역대 선거방송의 방영 내역이다.
| 선거                      | 방영 제목                  | 편성일자 |
| ------------------------- | -------------------------- | --- |
| 1955년 총선1              | 1955 General Election      | 2005년 5월 26일 (50주년 특집) 2015년 5월 26일 (60주년 특집) 2015년 8월 30일                                                          |
| 1959년 총선               | 1959 General Election      | 2009년 10월 9일 (50주년 특집)2 |
| 1964년 총선               | 1964 General Election      | 2004년 1월 4일 2008년 10월 3일 2014년 11월 12일                                                                                      |
| 1966년 총선               | 1966 General Election      | 2006년 3월 31일 (40주년 특집. 한시간짜리 하이라이트로 편집해 내보냈다) 2006년 4월 8일 (풀버전) 2016년 3월 28일 (50주년 특집)         |
| 1970년 총선               | BBC Election 70            | 2003년 9월 26일 2005년 7월 18일 (에드워드 히스 전 총리 서거 특집) 2010년 10월 9일                                                    |
| 1974년 2월 총선           | Election 74                | 2003년 10월 3일 2010년 2월 19일 2010년 5월 15일 2012년 9월 1일 (언론인 앨러스테어 버넷 서거 추모 특집) 2014년 2월 21일 (40주년 특집) |
| 1974년 10월 총선          | BBC Election 74            | 2004년 10월 10일 (30주년 특집) 2014년 10월 10일 (40주년 특집)                                                                        |
| 1975년 EEC 가입 국민투표3 | The Referendum Result      | 2005년 6월 5일 (30주년 특집) 2015년 6월 6일 (40주년 특집) 2016년 6월 5일 (41주년 특집, 브렉시트 국민투표 기념 특집)                  |
| 1979년 총선4              | Decision 79                | 2002년 9월 7일 2004년 5월 3일 (25주년 특집) 2009년 5월 4일 (30주년 특집) 2013년 4월 13일 (마거릿 대처 총리 서거 추모 특집)           |
| 1983년 총선5              | Election 83                | 2006년 10월 6일 2008년 5월 30일 (25주년 특집) 2013년 4월 1일 (30주년 특집)                                                           |
| 1987년 총선               | Election 87                | 2005년 9월 5일 2007년 10월 5일 2012년 6월 9일 (25주년 특집)                                                                          |
| 1992년 총선               | Election 92                | 2007년 4월 9일 (15주년 특집) 2012년 4월 9일 (20주년 특집) 2017년 4월 8일 (25주년 특집)                                               |
| 1997년 총선6 7            | Election 97                | 2002년 9월 8일 2005년 5월 13일 2007년 5월 7일 (10주년 특집) 2017년 9월 4일 (20주년 특집)                                             |
| 2011년 총선               | Vote 2001 The Verdict      | 2011년 5월 30일 (10주년 특집) |
| 2005년 총선               | Election Night             | 2005년 5월 7일 (선거일 이틀 뒤 재방송)                                                                                               |
| 2010년 총선               | Election 2010              | 2010년 5월 8일 (선거일 이틀 뒤 재방송)                                                                                               |
| 2015년 총선               | Election 2015              | 2015년 5월 9일 (선거일 이틀 뒤 재방송)                                                                                               |
| 2016년 EU 탈퇴 국민투표   | EU Referendum - The Result | 2016년 6월 25일 (투표일 이틀 뒤 재방송)                                                                                              |
| 2017년 총선               | Election 2017              | 2017년 6월 10일 (선거일 이틀 뒤 재방송)                                                                                              |

1 - 전체 방영분 중 3시간 분량만 남고 나머지는 소실된 것으로 알려져 있다. 

2 - 도입부에 1959년 선거방송을 진행한 리처드 딤블비의 아들 데이비드 딤블비가 특별 출연했다. 낮시간대 방송분은 보존되지 못한 관계로 밤시간대 방송분만 내보냈다. 

3 - 저녁시간대 방영분 2시간 분량만 남았고 나머지는 소실된 것으로 알려져 있다. 

4 - 2008년 6월 12일에는 BBC Four에서도 방영되었다.

5 - 2003년 10월 10일에 첫 공개하기로 예정되었지만 방영되지 못했다.

6 - 1997년 선거방송은 아무런 그래픽과 자막 없이 생화면으로 녹화된 것을 내보냈다. 여타 선거방송은 자막이 온전히 표시되어 내보냈다. 

7 - 2017년 5월 1일에 20주년 특집으로 편성되었지만 2017년 영국 총선이 갑작스레 치러지게 된 바람에 2017년 9월 4일로 연기됐다.